# لوتس 1-2-3
لوتس 1-2-3 (بالإنجليزية: Lotus 1-2-3) هو برنامج جدول بيانات من برامج لوتس (وهي الآن جزء من آي بي إم). وكان أول «تطبيق مذهل النجاح» لجهاز كمبيوتر آي بي إم؛ شعبيته الضخمة في منتصف الثمانينايت ساهمت إسهامًا كبيرًا في نجاح حاسوب آي بي إم على مستوى الشركات.

## البدايات
شركة لوتس للتطوير تأسست على يد ميتشل كابور، وهو صديق لمطوري VisiCalc. 1-2-3 كتب أساساً بواسطة جوناثان ساكس، الذي كان قد كتب من قبل برنامجان جدول بيانات بينما كان يعمل في شركة نظم البيانات المركزة للمساعدة في نموها، في المملكة المتحدة، وربما في مناطق أخرى، لوتس 1- - 2-3 وكان أول برامج كمبيوتر يستخدام التلفزيون للإعلان الاستهلاكي[citation needed].
تم إصدار 1-2-3 في 26 يناير 1983، ثم بيع حينها الأكثر انتشارا VisiCalc في نفس العام، ولبعض السنوات كان جدول البيانات الرائدة لدوس DOS. خلافا لمايكروسوف مالتيبلان Microsoft Multiplan، وبقى نموذج قريب جدا من نموذج VisiCalc، بما في ذلك "A1" أحرف وأرقام تدوين الخلية، وبنية قائمة الخط المائل. وكان خاليا من العيوب البارزة، وكان سريع جدا لأنه كان مبرمجا كليا في لغة التجميع x86 وتجاوز دوس DOS الأبطأ في وظائف مدخلات ومخرجات الشاشة لصالح الكتابة مباشرة إلى ذاكرة جهاز المعنية لعرض الفيديو.
الاعتماد على الأجهزة المعينة للكمبيوتر آي بي إم أدى إلى استخدام 1-2-3 باعتباره واحد من التطبيقين محك الاختبار لمنافسة 100 ٪ حقيقية عند بدء ظهور استنساخ الكمبيوتر في الفترة من أوائل إلى منتصف الثمانينات.
1-2-3 كان يستخدم لاختبار توافق التطبيقات العامة، مع مايكروسوفت جهاز محاكاة الطيران المستخدم لاختبار توافق الرسومات. لأن كل جدول بينات يجب أن يكون مقيم في الذاكرة، وقاد أيضا إلى التسابق لاستخدام مزيد من الذاكرة، وكانت هناك حاجة إلى تقنيات الذاكرة الموسعة والمتدة للتغلب على حد دوسDOS 640كيلوبت للسماح بجداول بيانات أكبر - وكان من المهم جدا أن الذاكرة المستخدمة / المتبقية أن يتم عرضها بمؤشر يظهر على الشاشة.

## مميزات المستخدم
اسم "1-2-3" نشأ من اندماج ثلاث قدرات الرئيسي. جنبا إلى جنب مع كونه جدول بيانات، كما يعرض أيضا كجزء لا يتجزأ منها رسوم تخطيطية / رسوم بيانية وعمليات قاعدة البيانات البدائية.
مميزات البيانات تشمل فرز البيانات في أي المستطيل محددة، بترتيب المعلومات في عمود أو اثنين في منطقة مستطيلة. بملئ النص في النطاق إلى فقرات يسمح لها ان تستعمل كمعالج للنصوص البدائية.
وله جهاز يشغل بلوحة المفاتيح وقوائم منبثقة فضلا عن مفتاح واحد للامر، يجعله عمله سريع. كما أنه سهل الاستخدام، وقدم في وقت مبكر مثيلا لحساسية للسياق تعليمات الدخول إليها بمفتاح F1.
وحدات الماكرو في الإصدار الأول والوظائف الإضافية (التي تم عرضها في الإصدار 2.0) ساهم كثيرا في شعبية 1-2-3، تسمح للعشرات من الباعة لبيع حزم الماكرو والوظائف الإضافية التي تتراوح بين أوراق عمل التخصيص المالى مثل F9 لمعالجات النصوص الكاملة. (في أحادية المهام MS-DOS، 1-2-3 في بعض الأحيان يستخدم كبيئة كاملة.) لوتس 1-2-3 يدعم رسومات الجرافيك EGA في PC/AT ورسومات جرافيك VGA في PS/2 الإصدارات المبكرة تستخدم ملحق اسم الملف " WKS ". في الإصدار 2.0، الملحق تغير أولا إلى "WK1"  ثم "wk2" وأصبح في وقت لاحق "WK3" للإصدار 3,0  و"WK4" الإصدار 4.0.
الإصدار الثاني عرض وحدات الماكرو مع القواعد اللغوية وأوامر مماثلة في التعقيد إلى المترجم الأساسي المتقدم، وكذلك التعبيرات المتغيرة المتسلسلة. الإصدارات اللاحقة دعمت أوراق عمل المتعددة وكانت مكتوبة بلغة البرمحة C. وإجراءات الرسم التخطيطة والبيانى مكتوبة بلغة البرمجة Forth بواسطة جيريمى ساجان (نجل كارل ساجان) وإجراءات الطباعة بواسطة بول فونك (مؤسس برامج فونك) [citation needed]
وهناك أيضا نسخة من 1-2-3 لـ HP 200LX، حجريه palmtop صدر عن هيوليت باكارد، ومنفذ للتاندى ديسكميت Tandy's Deskmate ولنظام التشغيل أبل ماكنتوش Apple's Mac OS في عام 1991.

## المنافسة
لوتس 1-2-3 أوحي المقلدين، أولها برمجيات الفسيفساء Mosaic Software's "The Twin"، وكتب في خريف عام 1985 بشكل كبير بلغة البرمجة سى C، تلاه البرنامج في بى بلانيرVP-Planner، والذي كان مدعوم من قبل آدم أوزبورن. لم يكن قادرا فقط على قراءة ملفات 1-2-3، بل أيضا تنفيذ العديد أو معظم برامج الماكرو بتضمن نفس تركيب الأوامر. قانون حقوق الطبع والنشر كان مفهوم مسبقا على أنه يغطي فقط رمز مصدر البرنامج. بعد نجاح الدعاوى القضائية التي ادعت أن لغاية «الشكل والمظهر» من برنامج يجب أن يكون مغطا، سعى لوتس لحظر أي برنامج له تركيبة الأوامر والقائمة. مشابهة. لم يكن معترف بتغطيت أوامر البرنامج من قبل، ولكن أوامر 1-2-3 كانت جزءا لا يتجزأ من عبارات القائمة المعروضة على الشاشة. فاز 1-2-3 بقضيته ضد برامج الفسيفساء Mosaic Software. ومع ذلك عندما رفع دعوى ضد بورلاند Borland على جدول كواترو برو Quattro Pro spreadsheet، قضت المحاكم أنه لم يكن انتهاك لحقوق الطبع والنشر لمجرد أن قائمة الأوامر أو اللغة متوافقة. في عام 1995، الدائرة الأولى وجدت أن قوائم الأوامر «طريقة التشغيل» غير خاضعة لحقوق الطبع والنشر والتأليف بموجب المادة 102 (ب) من قانون حق المؤلف. وكان تركيب القائمة 1-2-3 (على سبيل المثال، خط مائل محوالملف) كان نفسه نسخة متقدمة من قوائم الحرف الواحد الذي تم عرضه في VisiCalc.

## الانهيار
ارتفاع مايكروسوفت ويندوز Microsoft Windows في سوق أجهزة الكمبيوتر الشخصية كان مرافقا لارتفاع في جدول مايكروسوفت المنافس، إكسل Excel، والذي تجاوز تدريجيا موقف 1-2-3. لوتس كان مقررا في البداية كتابة كاملة من المنتج لتجاوز إكسل، ولكن هذا المشروع تم حله. 1-2-3 بالنسبة لويندوز لا يزال مجرد غلاف رسوميا حول المنتج الأصلي. بالإضافة إلى ذلك، عدة إصدارات من 1-2-3 لها وظائف مختلفة واجهات مختلفة قليلا.
وكان خليفة 1-2-3 المقصود، سمفونية لوتس Lotus Symphony، كان دخول لوتس المنتظر في سوق «البرامج المتكاملة». كان من المعتزم التوسيع الأولى الكل في واحدة 1-2-3 في جدول بيانات مكتمل، الرسم البياني، وقاعدة البيانات ومعالج النصوص لدوس، لكن لم ينجح فعليا أيا من المجموعات المتكاملة في أي وقت مضى. هاجر 1-2-3إلى نظام ويندوز الأساسي، حيث لا يزال متوفرا كجزء من لوتس سمارت سوتLotus SmartSuite. من الإصدار 9 من لوتس سمارت سنتر Lotus SmartCenter، وكان 1-2-3 مطابقا لقدرات إكسل.

## منافسة غير عادلة
شركة مايكروسوفت المالكة لنظام ويندوز واكسل، من المحتمل انها قامت بعرقلات تقنية لصالح برنامج اكسل على حساب برنامج لوتس 1-2-3 في ويندوز.

## وصلات خارجية
- Lotus website نسخة محفوظة 1 أبريل 2002 على موقع واي باك مشين.
- 1983 The PC Era--Lotus 1-2-3 نسخة محفوظة 16 يوليو 2010 على موقع واي باك مشين.
- Review of Lotus 123 version 1.0 from December 1982 بايت
- Free viewer for Lotus SmartSuite products (EXE)[وصلة مكسورة]
- File Format Documentation for Lotus 1-2-3 نسخة محفوظة 3 مارس 2010 على موقع واي باك مشين.
- Oral history interview with Jonathan Sachs discusses the development of Lotus 1-2-3, Charles Babbage Institute, University of Minnesota
- Screenshots of Lotus 1-2-3 V.1.00 for Mac OS

قالب:Spreadsheets